# Nils Djurklou (1686–1758)
Nils Djurklou, född 20 september 1686 i Västmanland, död 14 december 1758 i Ryssby församling, Kalmar län, var en svensk friherre, militär och ämbetsman.

## Biografi
Djurklou blev 26 februari 1697 student vid Uppsala universitet och började 1701 att arbeta som volontär vid fortifikationen. Han blev 6 december 1704 konduktör och 29 december 1710, löjtnant, med konfirmerad fullmakt 2 april 1717. Djurklou blev 23 december 1717 kapten vid fortifikationen och 1718 kommendant i Strömstad. Djurklou blev 1717 kapten vid fortifikationen. Han blev major vid fortifikationen 5 juni 1739 och generalkvartermästarelöjtnant vid fortifikationen i Finland 3 april 1742. Djurklou förflyttades 23 juli 1742 till Stockholmsbrigaden, blev 25 april 1744 överste vid fortifikationen och chef för pommerska brigaden. Den 30 oktober 1744 blev han vice kommendant i Stralsund och utnämndes 26 september 1748 till Riddare av Svärdsorden. Han blev 20 december 1749 ordinarie kommendant i Stralsund. Han upphöjdes till friherre Djurklou 21 november 1751 och introducerades i Sveriges riddarhus 1752 som nummer 234. Djurklou blev 14 januari 1755 landshövding i Kalmar län (och på Öland) och 30 januari 1755 generalmajor och överkommendant i Kalmar. Han blev 9 maj 1757 överste för Kalmar regemente och slutade där 25 maj samma år. Djurklou avled 1758 på Knapegården och begravdes i Ryssby kyrka. Han ledde under 10 år befästningsarbetena i svenska Pommern.

### Familj
Nils Djurklou  var son till översten Nils Djurklou och Elisabet Morgonstierna. Den yngre Nils Djurklou gifte sig 8 november 1722 i Stockholm med Sidonia Juliana Kalling (1696–1778). Hon var dotter till assessorn Peter Kalling och Margareta Bunge. De fick tillsammans barnen Ulrika Eleonora Djurklou (född 1723), Anna Maria Djurklou (född 1724), Elisabet Fredrika Djurklou (född 1725), översten Nils Djurklou (1727–1801), Johanna Ulrika Djurklou (1728–1795) som var gift med översten Alexander Magnus von Essen af Zellie, Peter Fredrik Djurklou (född 1731), överstelöjtnanten Carl Gustaf Djurklou (1732–1791), Fredrik Vilhelm Djurklou (1734–1739) och fänriken Georg Ludvig Djurklou (1735–1757) vid Posseska regementet. Djurklou ägde gården Knapegården i Ryssby socken.